# FBK Karlstad
FBK Karlstad är en fotbollsförening från Karlstad, som bildades 1971 av bland andra ishockeyspelaren och Färjestads BK-profilen Ulf Sterner.
Säsongen 2008 spelade klubben i division 3 Västra Svealand efter att ha slutat på fjärde plats i serien under 2007. Säsongen 2006 tog man åter steget upp i division 3 efter några år i lägre serier, detta efter ha vunnit division 4 Värmland. Som bäst har klubben spelat i division 2 (säsongen 1999). Kända idrottsprofiler som spelat i klubben är bland andra Conny Evensson och Per Bäckman.
Klubben har en mycket stor ungdomsverksamhet och har bland annat fostrat Per Frick, som sedan spelade i IF Elfsborg.
År 2009 var klubben nära att ta klivet upp i division två, men förlorade sista matchen och slutade på en tredjeplats, och spelade därför även 2010 i division tre Västra Svealand. Nya tränare för FBK Karlstad inför säsongen 2014 var Andreas Johansson (numer Martini i efternamn) som huvudtränare och Viktor Olsson (assisterande tränare).
Säsongen 2014 tog FBK Karlstad åter klivet upp till division 3 efter en stark säsong i värmländska division 4. Lagets spjutspets Viktor Olsson stod för 49 mål och slog flera svenska målrekord.  
Som nykomling 2015 lyckades FBK spela till sig en tredjeplats i Division 3 Västra Svealand. FBK:s andralag lyckades på sitt håll vinna division 5 östra Värmland, och spelade därför år 2016 i Värmlands division 4.
Under 2016 vann FBK div 3 västra Svealand med Andreas Whiskey och Viktor Olsson som tränare. Laget tog denna säsong 52 poäng och vann på målskillnad före Nordvärmlands FF som också tog 52 poäng. Trean KB Karlskoga var hela 20 poäng efter toppduon. 
Under 2018 spelade FBK i div 2 med A-laget och div 4 med B-laget. Tränare för A-laget var Richard Johansson ihop med Viktor Olsson.

## Spelartrupp
(L) - Inlånad spelare
| Nummer      | Land                         | Spelare                      | Födelsedatum      | Kom från            | Moderklubb      |           |
| Målvakter   | Målvakter                    | Målvakter                    | Målvakter         | Målvakter           | Målvakter       | Målvakter |
| ----------- | ---------------------------- | ---------------------------- | ----------------- | ------------------- | --------------- | --------- |
| 1           | Sverige                      | Felix Ernstson               | 6 januari 2000    | FC Gute             | IFK Skoghall    |           |
| 12          | Sverige                      | Simon Graasvoll              | 13 mars 2000      | IF Karlstad Fotboll | Sollentuna FK   |           |
| Försvarare  |                              |                              |                   |                     |                 |           |
| 2           | Sverige                      | Simon Wagnsson               | 15 januari 2003   | FBK Karlstad U      | FBK Karlstad    |           |
| 3           | Sverige                      | Ludvig Gran                  | 28 juni 1995      | Torsby IF           | FBK Karlstad    |           |
| 4           | Sverige                      | Linus Fredriksson            | 3 mars 2004       | Degerfors IF        | Gullspångs IF   |           |
| 5           | Sverige                      | Alexander Hedén Lindskog (L) | 18 januari 2004   | Degerfors IF        | KB Karlskoga    |           |
| 14          | Sverige                      | Oliver Nilsson               | 22 september 1998 | KB Karlskoga        | Hällefors AIF   |           |
| 15          | Centralafrikanska republiken | Severin Tatolna              | 10 februari 2002  | Umeå FC             | Vilhelmina IK   |           |
| 18          | Sverige                      | Eric Forsberg                | 13 maj 1998       | IF Karlstad Fotboll | IF Nyedshov     |           |
| 28          | Sverige                      | Anton Hallstensson           | 17 april 1998     | Bodens BK           | Torsby IF       |           |
| -           | Sverige                      | Sebastian Bellander          | 22 januari 1992   | Säffle SK           | Riala GoIF      |           |
| Mittfältare |                              |                              |                   |                     |                 |           |
| 6           | Sverige                      | Ayoob Abdulrahman Khudhur    | 12 mars 2007      | FBK Karlstad U      | FBK Karlstad    |           |
| 8           | Sverige                      | Oliver Kåhed                 | 4 november 1998   | Säffle SK           | Säffle FF       |           |
| 9           | Sverige                      | Agon Beqiri                  | 1 augusti 1993    | IF Karlstad Fotboll | IFK Trollhättan |           |
| 10          | Sverige                      | Haytham Chebil               | 7 augusti 1994    | Karlstad BK         | FBK Karlstad    |           |
| 11          | Sverige                      | Armin Fathi                  | 8 september 2002  | FBK Karlstad U      | FBK Karlstad    |           |
| 13          | Sverige                      | Ludvig Nåvik (L)             | 2 november 2003   | Umeå FC             | Alnö IF         |           |
| 16          | Sverige                      | Samuel Nielsen               | 31 oktober 2000   | IF Karlstad Fotboll | Ulvsby IF       |           |
| 19          | Sverige                      | Emil Portén                  | 5 juni 1999       | Nordvärmlands FF    | IF Örnen        |           |
| 20          | Sverige                      | Joel Gustavsson              | 25 december 1993  | Nordvärmlands FF    | Hova IF         |           |
| 21          | Sverige                      | Martin Höglund               | 9 januari 2007    | FBK Karlstad U      | FBK Karlstad    |           |
| Anfallare   |                              |                              |                   |                     |                 |           |
| 17          | Sverige                      | Claes Nyman                  | 26 mars 1995      | FC Trollhättan      | FBK Karlstad    |           |
| 22          | Sverige                      | Benjamin Buisson             | 7 februari 2005   | Degerfors IF        | Filipstads FF   |           |
| 29          | Norge                        | Mikael Harbosen Haga         | 26 juni 2000      | Arendal Fotball     | Eidskog Fotball |           |
| 38          | Sverige                      | Ludvig Sten                  | 16 oktober 2003   | IF Karlstad Fotboll | FBK Karlstad    |           |
| -           | Sverige                      | Dante Ahlstedt               | 12 september 2007 | FBK Karlstad U      | FBK Karlstad    |           |

## Säsong för säsong
| \| Säsong \| Nivå \| Division \| Sektion \| Slutplats \| Uppflyttning/nedflyttning \| \| ------ \| ------ \| ---------- \| --------------- \| --------- \| ------------------------------- \| \| 1993 \| Nivå 5 \| Division 4 \| Värmland \| 5:a \| \| \| 1994 \| Nivå 5 \| Division 4 \| Värmland \| 1:a \| Uppflyttade \| \| 1995 \| Nivå 4 \| Division 3 \| Västra Svealand \| 7:a \| \| \| 1996 \| Nivå 4 \| Division 3 \| Västra Svealand \| 2:a \| Uppflyttningskval \| \| 1997 \| Nivå 4 \| Division 3 \| Västra Svealand \| 4:a \| \| \| 1998 \| Nivå 4 \| Division 3 \| Västra Svealand \| 1:a \| Uppflyttade \| \| 1999 \| Nivå 3 \| Division 2 \| Västra Svealand \| 11:a \| Nedflyttade \| \| 2000 \| Nivå 6 \| Division 5 \| Värmland Östra \| 12:a \| Nedflyttade \| \| 2001 \| Nivå 7 \| Division 6 \| Värmland Västra \| 2:a \| Uppflyttningskval - Uppflyttade \| \| 2002 \| Nivå 6 \| Division 5 \| Värmland Östra \| 1:a \| Uppflyttade \| \| 2003 \| Nivå 5 \| Division 4 \| Värmland \| 6:a \| \| \| 2004 \| Nivå 5 \| Division 4 \| Värmland \| 3:a \| \| \| 2005 \| Nivå 5 \| Division 4 \| Värmland \| 3:a \| \| \| 2006* \| Nivå 6 \| Division 4 \| Värmland \| 1:a \| Uppflyttade \| \| 2007 \| Nivå 5 \| Division 3 \| Västra Svealand \| 4:a \| \| \| 2008 \| Nivå 5 \| Division 3 \| Västra Svealand \| 8:a \| \| \| 2009 \| Nivå 5 \| Division 3 \| Västra Svealand \| 3:a \| \| \| 2010 \| Nivå 5 \| Division 3 \| Västra Svealand \| 6:a \| \| \| 2011 \| Nivå 5 \| Division 3 \| Västra Svealand \| 6:a \| \| \| 2012 \| Nivå 5 \| Division 3 \| Västra Svealand \| 10:a \| Nedflyttade \| \| 2013 \| Nivå 6 \| Division 4 \| Värmland \| 5:a \| \| \| 2014 \| Nivå 6 \| Division 4 \| Värmland \| 1:a \| Uppflyttade \| \| 2015 \| Nivå 5 \| Division 3 \| Västra Svealand \| 3:a \| Uppflyttade \| * Ligornas omstrukturering år 2006 resulterade i att en ny division skapades på nivå 3 och att divisioner under blev en nivå lägre. |        |            |                 |           |                                 |
| Säsong | Nivå   | Division   | Sektion         | Slutplats | Uppflyttning/nedflyttning       |
| 1993 | Nivå 5 | Division 4 | Värmland        | 5:a       |                                 |
| 1994 | Nivå 5 | Division 4 | Värmland        | 1:a       | Uppflyttade                     |
| 1995 | Nivå 4 | Division 3 | Västra Svealand | 7:a       |                                 |
| 1996 | Nivå 4 | Division 3 | Västra Svealand | 2:a       | Uppflyttningskval               |
| 1997 | Nivå 4 | Division 3 | Västra Svealand | 4:a       |                                 |
| 1998 | Nivå 4 | Division 3 | Västra Svealand | 1:a       | Uppflyttade                     |
| 1999 | Nivå 3 | Division 2 | Västra Svealand | 11:a      | Nedflyttade                     |
| 2000 | Nivå 6 | Division 5 | Värmland Östra  | 12:a      | Nedflyttade                     |
| 2001 | Nivå 7 | Division 6 | Värmland Västra | 2:a       | Uppflyttningskval - Uppflyttade |
| 2002 | Nivå 6 | Division 5 | Värmland Östra  | 1:a       | Uppflyttade                     |
| 2003 | Nivå 5 | Division 4 | Värmland        | 6:a       |                                 |
| 2004 | Nivå 5 | Division 4 | Värmland        | 3:a       |                                 |
| 2005 | Nivå 5 | Division 4 | Värmland        | 3:a       |                                 |
| 2006* | Nivå 6 | Division 4 | Värmland        | 1:a       | Uppflyttade                     |
| 2007 | Nivå 5 | Division 3 | Västra Svealand | 4:a       |                                 |
| 2008 | Nivå 5 | Division 3 | Västra Svealand | 8:a       |                                 |
| 2009 | Nivå 5 | Division 3 | Västra Svealand | 3:a       |                                 |
| 2010 | Nivå 5 | Division 3 | Västra Svealand | 6:a       |                                 |
| 2011 | Nivå 5 | Division 3 | Västra Svealand | 6:a       |                                 |
| 2012 | Nivå 5 | Division 3 | Västra Svealand | 10:a      | Nedflyttade                     |
| 2013 | Nivå 6 | Division 4 | Värmland        | 5:a       |                                 |
| 2014 | Nivå 6 | Division 4 | Värmland        | 1:a       | Uppflyttade                     |
| 2015 | Nivå 5 | Division 3 | Västra Svealand | 3:a       | Uppflyttade                     |